# Валентин Гаврилов
Валентин Гавеилов (рус. Валентин Александрович Гаврилов; Москва, 26. јул 1946 — Москва 23. децембар 2003) је совјетски атлетичар специјалиста за скок увис.
Први значајнији резултат постигао је на Олимпијским играма 1968. у Мексико ситију. освојивши сребрну медаљу скоком од 2,20 м. Касније је био и првак Европе на првенству на отвореном 1969. у Атини и првенству у дворани 1970. у Бечу.